# Gerda (1871)
Gerda, officiellt HM Pansarbåt Gerda, var en monitor /3. klass pansarbåt i svenska flottan som sjösattes 1871 på Bergsunds Mekaniska Verkstad. Hon var systerfartyg till HMS Hildur. Hon utrangerades 1922.